# Indini
Indini est une commune rurale située dans le département de Koti de la province de Tuy dans la région des Hauts-Bassins au Burkina Faso.

## Géographie
Indini se trouve à 7 km au nord-est de Koti.

## Santé et éducation
Indini accueille un centre de santé et de promotion sociale (CSPS).